# Jean-Claude Selini
Jean-Claude Selini (Sétif, 18 de abril de 1954) es un expiloto de motociclismo francés.

## Biografía
La carrera de Selini se centró básicamente en las cilíndradas pequeñas como 125cc. En el panorama francés, obtuvo varios títulos nacionales. También participó en la primera edición del Campeonato Europeo de Motociclismo en 1981 donde acabó tercero, volviendo a repetir este resultado en 1987.
En el Mundial, debutó en el Gran Premio de Francia de Motociclismo de 1977 sin llega ra clasificarse. Obtuvo sus primeros puntos en 1980. En el Gran Premio de Francia de 1982 obtiene su única victoria en el Mundial (marcada por el boicot de parte de los pilotos) y en 1984 obtiene su mejor clasificación en la general, acabando sexto.

## Resultados en el Campeonato del Mundo
Sistema de puntuación desde 1969 hasta 1987:
| Posición | 1.º | 2.º | 3.º | 4.º | 5.º | 6.º | 7.º | 8.º | 9.º | 10.º |
| Puntos   | 15  | 12  | 10  | 8   | 6   | 5   | 4   | 3   | 2   | 1    |

Sistema de puntuación desde 1988 hasta 1991:
| Posición | 1.º | 2.º | 3.º | 4.º | 5.º | 6.º | 7.º | 8.º | 9.º | 10.º | 11.º | 12.º | 13.º | 14.º | 15.º |
| Puntos   | 20  | 17  | 15  | 13  | 11  | 10  | 9   | 8   | 7   | 6    | 5    | 4    | 3    | 2    | 1    |

### Carreras por año
(Carreras en negrita indica pole position, carreras en cursiva indica vuelta rápida)
| Año  | Cat.  | Equipo     | Moto    | 1       | 2       | 3       | 4       | 5       | 6       | 7       | 8       | 9       | 10      | 11      | 12      | 13     | 14    | Pts. | Pos. |
| ---- | ----- | ---------- | ------- | ------- | ------- | ------- | ------- | ------- | ------- | ------- | ------- | ------- | ------- | ------- | ------- | ------ | ----- | ---- | ---- |
| 1977 | 125cc | Morbidelli | VEN -   | GER -   | NAT -   | ESP -   | FRA DNQ | YUG -   | NED -   | BEL -   | SWE -   | FIN -   | CZE -   | GBR -   |         |        |       | 0    | -    |
| 1978 | 125cc | Morbidelli | VEN -   | ESP -   |         | FRA -   | NAT -   | NED -   | BEL 12  | SWE -   | FIN -   | GBR Ret | GER Ret | CZE -   | YUG -   |        |       | 0    | -    |
| 1979 | 125cc | MBA        | VEN -   | AUT -   | GER Ret | NAT DNQ | ESP -   | YUG -   | NED -   | BEL -   | SWE -   | FIN -   | GBR Ret | CZE -   | FRA Ret |        |       | 0    | -    |
| 1980 | 125cc | MBA        | NAT -   | ESP DNQ | FRA 10  | YUG Ret | NED DNQ | BEL 10  | FIN Ret | GBR Ret | CZE Ret | GER 16  |         |         |         |        |       | 2    | 26.º |
| 1981 | 125cc | MBA        | ARG -   | AUT -   | GER Ret | NAT 16  | FRA 9   | ESP -   | YUG 9   | NED 9   |         | RSM -   | GBR 5   | FIN 5   | SWE Ret |        |       | 18   | 12.º |
| 1982 | 125cc | MBA        | ARG 15  | AUT DNQ | FRA 1   | ESP 5   | NAT Ret | NED 7   | BEL 7   | YUG Ret | GBR 17  | SWE 5   | FIN 9   | CZE 9   |         |        |       | 39   | 9.º  |
| 1983 | 125cc | MBA        |         | FRA 2   | NAT 9   | GER 19  | ESP 11  | AUT 16  | YUG 15  | NED 9   | BEL 13  | GBR 7   | SWE Ret | RSM Ret |         |        |       | 20   | 13.º |
| 1984 | 125cc | MBA        |         | NAT 8   | ESP 6   |         | GER 6   | FRA Ret |         | NED 4   |         | GBR 2   | SWE Ret | RSM Ret |         |        |       | 33   | 6.º  |
| 1985 | 125cc | MBA        |         | ESP 5   | GER Ret | NAT 5   | AUT 10  |         | NED 4   | BEL Ret | FRA 6   | GBR 3   | SWE Ret | RSM 11  |         |        |       | 36   | 7.º  |
| 1986 | 125cc | MBA        | ESP Ret | NAT -   | GER -   | AUT -   | YUG -   | NED DNQ | BEL 14  | FRA Ret | GBR 15  | SWE Ret | RSM 13  | BDN Ret |         |        |       | 0    | -    |
| 1987 | 125cc | MBA        |         | ESP 14  | GER Ret | NAT 15  | AUT 16  |         | NED 9   | FRA Ret | GBR 3   | SWE 11  | CZE 13  | RSM 16  | POR 7   |        |       | 16   | 13.º |
| 1988 | 125cc | Honda      |         |         | ESP Ret |         | NAT 24  | GER DNQ | AUT 21  | NED DNQ | BEL DNQ | YUG Ret | FRA 20  | GBR DNQ | SWE 20  | CZE 19 |       | 0    | -    |
| 1989 | 125cc | Honda      | JPN -   | AUS -   |         | ESP 20  | NAT 20  | GER 20  | AUT 11  | NED Ret | BEL 14  | FRA 12  | GBR -   | SWE -   | CZE DNQ |        |       | 11   | 26.º |
| 1990 | 125cc | Honda      | JPN -   |         | ESP DNQ | NAT -   | GER DNQ | AUT DNQ | YUG DNQ | NED DNQ | BEL -   | FRA DNQ | GBR DNQ | SWE 27  | CZE -   | HUN -  | AUS - | 0    | -    |
| 1991 | 125cc | Honda      | JPN -   | AUS -   |         | ESP -   | ITA -   | GER DNQ | AUT DNQ | EUR -   | NED DNQ | FRA DNQ | GBR DNQ | RSM -   | CZE DNQ |        | MAL - | 0    | -    |